# Julia Damasiewicz
Julia Damasiewicz (ur. 22 października 2004 w Poznaniu) – polska kitesurferka, mistrzyni Europy seniorek (2020), mistrzyni świata juniorek (2021), młodzieżowa mistrzyni świata (2022), olimpijka z Paryża (2024).

## Życiorys
Jest zawodniczką AZS Poznań.
W 2019 zajęła 2. miejsce na Igrzyskach Sportów Plażowych w konkurencji KiteFoil. Przede wszystkim startowała jednak w konkurencji Formula Kite. Reprezentowała Polskę na mistrzostwach świata seniorek (2021 - 7. miejsce, 2022 - 12. miejsce, 2024 - 11. miejsce) i otwartych mistrzostwach Europy seniorek w Formule Kite (2018 - 10. miejsce, 2019 - 6. miejsce (w klasyfikacji ME zajęła 3. miejsce), 2020 - 1. miejsce, 2021 - 7. miejsce, 2022 - 13. miejsce, 2023 - 7. miejsce, 2024 - 17. miejsce). W 2021 została mistrzynią świata w kategorii U-19, a na młodzieżowych mistrzostwach świata zdobyła srebrny medal. W 2022 została młodzieżową mistrzynią świata, w 2023 młodzieżową wicemistrzynią Europy. Na mistrzostwach świata w żeglarstwie w 2023 zajęła 21. miejsce, a na igrzyskach olimpijskich w Paryżu (2024) 7. miejsce. Ponadto w 2020 zdobyła wicemistrzostwo Europy w konkurencji KiteFoil.